# Jerry Rhome
Jerry Byron Rhome (Dallas, 6 marzo 1942) è un ex giocatore di football americano statunitense che ha giocato nel ruolo di quarterback nella National Football League (NFL). Fu scelto nel corso del tredicesimo giro (172º assoluto) del Draft NFL 1964 dai Dallas Cowboys. Al college giocò a football alla Tulsa University.

## Carriera professionistica

### Dallas Cowboys
Rhome fu scelto dai Dallas Cowboys nel quarto giro del Draft 1964 ma iniziò la sua carriera professionistica solo nell'anno successivo. Malgrado fosse il terzo quarterback nelle gerarchie della squadra dietro Don Meredith e Craig Morton, ebbe la possibilità di disputare una gara come titolare quell'anno contro i Cleveland Browns (una sconfitta 23-17). Rimase una riserva nei Cowboys fino alla stagione 1969 quando, con l'arrivo di Roger Staubach, chiese ed ottenne di essere scambiato coi Cleveland Browns per una scelta del terzo giro del Draft NFL 1970.

### Cleveland Browns
Rohme fu la riserva di Bill Nelsen durante la stagione 1969 ma le informazioni che fornì sull'attacco dei Cowboys contribuirono a far vincere i Browns durante la scontro tra le due squadre nei playoff. La stagione successiva fu scambiato con gli Houston Oilers.

### Houston Oilers
Rhome disputò una sola stagione con gli Oilers, quella del 1970, giocando 13 partite con 5 touchdown e 8 intercetti subiti.

### Los Angeles Rams
L'ultima stagione della carriera, Rhome la passò nel 1971 con i Los Angeles Rams, scendendo in campo in tutte le 14 partite ma solo di rado come titolare.

## Palmarès
- College Football Hall of Fame (classe del 1998)
- Numero 17 ritirato dai Tulsa Golden Hurricane

## Statistiche
| Yard passate  | 1.628 |
| Touchdown     | 7     |
| Intercetti    | 14    |
| Passer rating | 55,2  |